# Малајалам (језик)
Малајалам језик (Malayalam, മലയാളം, malayālam)  је језик близак тамилском језику из групе дравидских језика којим говоре малајалски народи у индијској држави Керала и заједници територија Лакадиви и Пудушери (округ Махе). Овај језик говори више од 35 милиона људи, пре свега у индијској савезној држави Керала и територији Лакадиви. Један је од 22 званично призната језика Индије и њиме говори 2,88% Индијаца. Малајалам има статус званичног језика у Керали, Лакадиву и Пудушеру (Махе), и њиме говори 34 милиона људи широм света. Лингвистичке мањине у суседним државама исто тако говоре малајаламски; значајна заступљеност говорника постоји у окрузима Кодагу и Дакшина Канада у Карнатаки, и Нилгирис и Канјакумари, окрузима Тамил Надуа. Због малајалских исељеника у Перзијском заливу, малајаламски се такође широко говори у заливским земљама.
Малајалам је 2013. године проглашен „класичним језиком Индије“. Према матичном гледишту малајалам потиче из раног средњег тамила и одваја се од њега негде након 9. века нове ере. По једном другом становишту два језика су се развила из „прото-дравидског“ или „прото-тамилско-малајаламског“ у праисторијско доба, иако то историјски лингвисти генерално одбацују. Опште је прихваћено мишљење да су сиријске бакарне плоче Куилон из 849/850 године старе ере најстарији доступни натпис написан на старом малајаламу. Најстарије књижевно дело на малајаламу, за разлику од тамилске традиције, датира из периода између 9. и 11. века.
Најраније писмо за писање малајалама било је Вателуту писмо. Садашње малајаламско писмо засновано је на Вателуту писму, које је проширено Гранта словима како би се усвојиле индоаријске позајмљенице. Оно има велику сличност са тигаларијским писмом, историјским писмом које је коришћено за писање тулу језика у Јужној Канари и санскрита у суседној области Малабар. Савремена малајаламска граматика заснована је на књизи Керала Панинивама коју је написао А. Р. Раја Раја Варма крајем 19. века. Први путопис на било ком индијском језику је малајаламски Вартаманапустакам, који је написао Паремакал Тома Катанар 1785.

## Пример текста
Члан 1 Универзалне декларације о људским правима
```
മനുഷ്യരെല്ലാവരും തുല്യാവകാശങ്ങളോടും അന്തസ്സോടും
സ്വാതന്ത്ര്യത്തോടുംകൂടി ജനിച്ചവരാണ്.
മനുഷ്യന്നു വിവേകബുദ്ധിയും മനസ്സാക്ഷിയും സിദ്ധമായിരിക്കുന്നത്.

```

```
Превод: Сва људска бића се рађају слободна и
једнака по достојанству и правима.
Обдарена су разумом и савешћу, и треба да се
односе једна према другима у духу братства.

```